# Гёрлиц, Андреас
А́ндреас Гёрлиц (нем. Andreas Görlitz; 31 января 1982, Вайльхайм-ин-Обербайерн, Бавария, ФРГ) — немецкий футболист, игравший на позиции правого защитника.

## Карьера

### Клубная карьера
Андреас Гёрлиц начал свою профессиональную карьеру в клубе «Мюнхен 1860», играя на позиции полузащитника. Его дебют состоялся 10 февраля 2002 года в матче против «Нюрнберга», в котором «Мюнхен 1860» уступил со счётом 1:2. В течение первых двух сезонов он сыграл ещё всего четыре матча.
С сезона 2003/04 Гёрлиц стал играть на позиции защитника и вышел на поле в 32 матчах. 27 марта 2004 года в матче против «Айнтрахта» (Франкфурт) он забил свой первый гол, а «Мюнхен 1860» победил 3:0.
Летом 2004 года Гёрлиц подписал контракт с мюнхенской «Баварией». Гёрлиц даже сыграл несколько матчей нового сезона, но 3 ноября в матче Лига чемпионов против «Ювентуса» он получил травму, после чего он почти два года не мог играть.
Летом 2007 года Гёрлица отдали в аренду в «Карлсруэ» на один сезон. В сезоне 2007/08 он пропустил всего три матча, а «Карлсруэ» занял 11-е место. 9 мая 2008 года аренда была продлена ещё на один год, по завершении которой он вернулся в «Баварию». 25 мая 2010 года было объявлено, что клуб не продлил контракт с Гёрлицом.
4 августа 2010 года Гёрлиц подписал двухлетний контракт с клубом Второй Бундеслиги «Ингольштадт 04». 4 мая 2012 года игрок продлил контракт с клубом на один сезон. По окончании сезона 2012/13 Гёрлиц покинул «Ингольштадт», после того как стороны не смогли договориться о новом контракте.
4 марта 2014 года Гёрлиц присоединился к клубу MLS «Сан-Хосе Эртквейкс». В американской лиге дебютировал 19 апреля в матче против «Колорадо Рэпидз». В матче против «Колорадо Рэпидз» 7 мая игрок порвал переднюю крестообразную связку правого колена, в результате чего пропустил оставшуюся часть сезона. По окончании сезона 2014 «Сан-Хосе Эртквейкс» не стал продлевать контракт с Гёрлицем согласно опции.

### Карьера в сборной
Вскоре после подписания контракта с «Баварией» Гёрлиц дебютировал в сборной Германии. Он вышел на замену в товарищеском матче со сборной Бразилии 8 сентября 2004 года, который закончился со счётом 1:1. А через месяц он вышел на поле в товарищеском матче, в котором сборная Германии победила сборную Ирана со счётом 2:0.

## Клубная статистика
По состоянию на 14 августа 2010 года.
| Клуб             | Сезон | Чемпионат | Чемпионат | Кубок | Кубок | Европейские кубки | Европейские кубки | Всего | Всего |
| Клуб             | Сезон | Игры      | Голы      | Игры  | Голы  | Игры              | Голы              | Игры  | Голы  |
| ---------------- | ----- | --------- | --------- | ----- | ----- | ----------------- | ----------------- | ----- | ----- |
| Ингольштадт 04   | 09-10 | 0         | 0         | 1     | 0     | 0                 | 0                 | 1     | 0     |
| Всего            |       | 0         | 0         | 1     | 0     | 0                 | 0                 | 1     | 0     |
| Бавария (Мюнхен) | 09/10 | 0         | 0         | 1     | 0     | 0                 | 0                 | 1     | 0     |
| Всего            |       | 0         | 0         | 1     | 0     | 0                 | 0                 | 1     | 0     |
| Карлсруэ         | 08/09 | 18        | 0         | 1     | 0     | 0                 | 0                 | 19    | 0     |
| Карлсруэ         | 07/08 | 31        | 0         | 2     | 0     | 0                 | 0                 | 33    | 0     |
| Всего            |       | 49        | 0         | 3     | 0     | 0                 | 0                 | 52    | 0     |
| Бавария (Мюнхен) | 06/07 | 11        | 0         | 0     | 0     | 2                 | 0                 | 13    | 0     |
| Бавария (Мюнхен) | 05/06 | 0         | 0         | 0     | 0     | 0                 | 0                 | 0     | 0     |
| Бавария (Мюнхен) | 04/05 | 7         | 0         | 1     | 0     | 2                 | 0                 | 10    | 0     |
| Всего            |       | 18        | 0         | 1     | 0     | 4                 | 0                 | 23    | 0     |
| Мюнхен 1860      | 03/04 | 32        | 1         | 2     | 0     | 0                 | 0                 | 34    | 1     |
| Мюнхен 1860      | 02/03 | 2         | 0         | 0     | 0     | 0                 | 0                 | 2     | 0     |
| Мюнхен 1860      | 01/02 | 3         | 0         | 0     | 0     | 0                 | 0                 | 3     | 0     |
| Всего            |       | 37        | 1         | 2     | 0     | 0                 | 0                 | 39    | 1     |
| Всего за карьеру |       | 104       | 1         | 8     | 0     | 4                 | 0                 | 116   | 1     |

## Достижения
- Чемпион Германии: 2004/05, 2005/06, 2009/10
- Обладатель Кубка Германии: 2004/05, 2005/06, 2009/10
- Финалист Лиги чемпионов УЕФА: 2009/10